# Kurt Tucholsky
Kurt Tucholsky (Berlín, Alemania, 9 de enero de 1890 - Hindås, cerca de Gotemburgo, Suecia, 21 de diciembre de 1935) fue un periodista y escritor alemán. Utilizó durante su carrera los seudónimos de Kaspar Hauser, Peter Panter, Theobald Tiger, e Ignaz Wrobel.
Demócrata de izquierdas, pacifista y antimilitarista, Tucholsky fue un notable defensor de la República de Weimar. Como periodista comprometido políticamente y coeditor temporal del semanario Die Weltbühne junto a Carl von Ossietzky, fue un crítico de su sociedad, continuando la tradición de Heinrich Heine. Sus textos, en los que alertó sobre las peligrosas tendencias antidemocráticas de su tiempo y la amenaza del nacionalsocialismo, a menudo muestran un amargo pesimismo y una aguda sátira sobre la Alemania de su época.

## Infancia
La casa de los padres de Tucholsky, donde nació, estaba en el número 13 de la calle Lübecker en Berlín-Moabit, si bien Kurt pasó su infancia en Stettin (ahora en Polonia con el nombre de Szczecin), donde su padre había sido trasladado por razones de trabajo. Su padre, Alex Tucholsky, era director de banco y comerciante y se había casado con su prima, Doris Tucholski, en 1887. El matrimonio tuvo tres hijos: Kurt, el mayor, Fritz y Ellen. En 1899, la familia regresó a Berlín.

## Tucholsky, estudiante

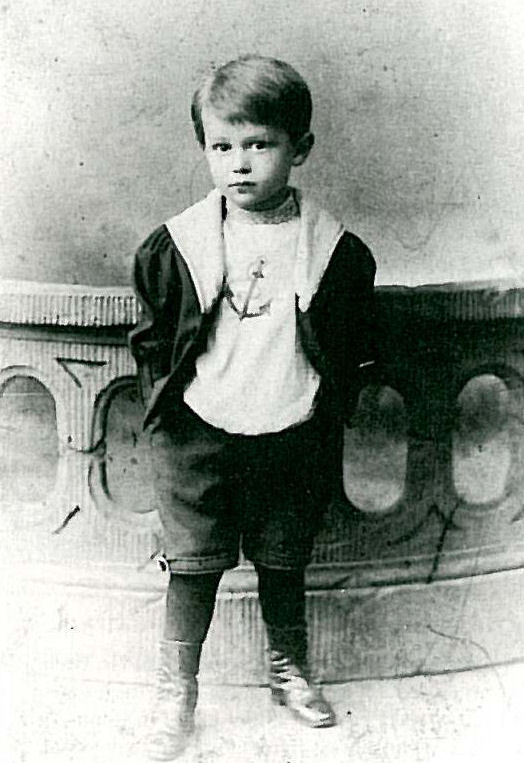
Tucholsky con cuatro años de edad.

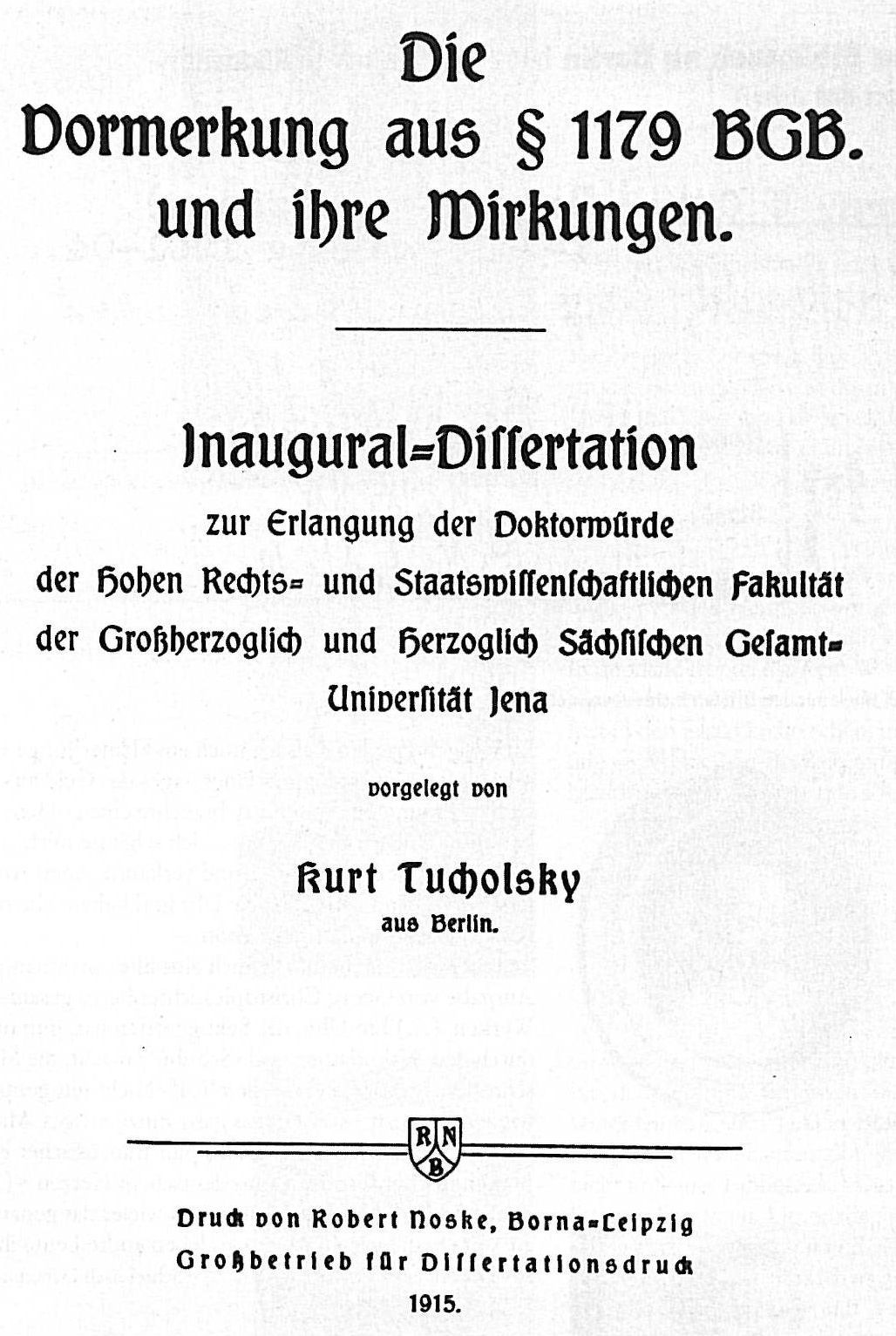
Portada de la tesis presentada por Tucholsky en la Universidad de Jena para la obtención del grado de doctor en Derecho: La anotación preventiva del artículo 1179 del BGB y sus efectos (1915).

En 1899 comenzó sus estudios en el Französisches Gymnasium Berlin, el Liceo Francés de Berlín. En 1903, continuó sus estudios en el Königliches Wilhelms-Gymnasium, el Real Liceo Guillermo de Berlín.
El 1 de noviembre de 1905 falleció su padre, Alex Tucholsky, como resultado de sífilis, dejando una considerable fortuna a su esposa e hijos, lo cual permitió a Tucholsky continuar sus estudios y asistir a la universidad sin preocupaciones económicas. Tucholsky, si bien siempre tuvo unas relaciones difíciles con su madre, siempre quiso y respetó a su padre. En 1907 Tucholsky abandonó el Königliche Wilhelms Gymnasium para preparar con un tutor privado su Abitur, examen con el que finaliza la enseñanza secundaria en Alemania y cuya superación permite el acceso a la universidad.
El 22 de noviembre de 1907 publicó de forma anónima su primeros dos artículos en Ulk, el suplemento dedicado a la sátira del periódico Berliner Tageblatt.
El 7 de octubre de 1909, comenzó los estudios de leyes en Berlín, pasando el segundo semestre del curso (inicios del 1910) en la Universidad de Ginebra. Además de sus estudios trabajó de periodista (para el periódico socialdemócrata Vorwärts, el Prager Tagblatt, el Schaubühne y el Simplicissimus). El 14 de enero de 1915 finalizará sus estudios con un doctorado en derecho. Durante su estancia en la universidad el principal interés de Tucholsky fue la literatura; debido a esta inquietud viajó a Praga en septiembre de 1911 con su amigo Kurt Szafranski para sorprender a su autor favorito Max Brod no solo con una visita y sino con una descripción de sí mismo. Después del encuentro con Tucholsky, Franz Kafka, amigo de Brod, dijo sobre Tucholsky en su diario:
"... es una persona totalmente formada a sus 21 años, desde el enérgico y controlado balanceo de su bastón de paseo que le da un aire jovial hasta el deliberado deleite y contenido de sus trabajos literarios (...) Y quiere ser un abogado criminalista!..."
Ya el 15 de noviembre de 1912 Tucholsky publicó el libro Rheinsberg. Ein Bilderbuch für Verliebte sobre la comarca de Rheinsberg y sus paisajes, que le hizo conocido al alejarse del tono de solemnidad y seriedad usual en la Alemania de esos años para la descripción de paisajes rurales, obteniendo buena acogida de los lectores. En 1913 se publicó Der Zeitsparer.
A pesar de obtener el doctorado en leyes en la Universidad de Jena con cum laude a principios de 1915, Tucholsky nunca ejerció la carrera legal. Su inclinación hacia la literatura y el periodismo fue muy superior a la que tenía hacia la abogacía.

## Soldado en la Primera Guerra Mundial
La carrera como periodista de Tucholsky fue interrumpida por el inicio de la Primera Guerra Mundial en 1914, y durante dos años ningún artículo de Tucholsky fue publicado. El 10 de abril de 1915 Tucholsky fue reclutado y enviado al frente de Rusia. Allí vivió la guerra sirviendo como soldado aprovisionador de munición para más tarde ser el corresponsal de la compañía. Desde el 26 de noviembre de 1916 publicó el diario del frente Der Flieger. En la administración de la Academia de Artillería de Alt-Autz en Curlandia (hoy Letonia) conoció a Mary Gerold, una joven alemana báltica la cual en 1924 sería su segunda esposa. Tucholsky vio la posición de escritor y editor del periódico del frente como una muy buena oportunidad para no servir en las trincheras. Mirando hacia el pasado Tucholsky escribió:
"Durante tres años y medio esquivé la guerra tanto como pude. (...) usé todos los medios posibles para que no me pegaran un tiro y no pegarlo, no usé los peores de los medios. Pero yo habría usado todos los medios, todos sin excepción, si me hubieran forzado a hacer algo así. (...) Muchos hicieron absolutamente igual." (Ignaz Wrobel, Wo waren Sie im Kriege, Herr? [¿Dónde estaba usted en la guerra, señor?] publicado en Die Weltbühne; el 30 de marzo de 1926; pág. 490)
"Un día, para una marcha, recibí un viejo y pesado fusil. ¿Un fusil? ¿Y durante una guerra? Nunca, pensé para mí. Apoyé el arma en una cabaña y me alejé. Esto se conoció en nuestro grupo rápidamente, desconozco como salvé esa situación, pero salí adelante. Así que me las arreglé desarmado." (Kurt Tucholsky, Unser ungelebtes Leben. Briefe an Mary. [Nuestra vida invivida. Cartas a Mary.] Reinbek, 1982; pág. 247)
Tucholsky abandonó el judaísmo el 1 de julio de 1914 y fue bautizado protestante el 21 de julio de 1918 mientras estaba destacado en el frente de Rumania. En el otoño de 1918 Tucholsky regresó de la guerra como un convencido pacifista y antimilitarista.

## En la prensa de la República de Weimar
En diciembre de 1918 Tucholsky se convirtió en redactor jefe del diario satírico Ulk, cargo que mantuvo hasta abril de 1920. Ulk era el suplemento satírico semanal del Berliner Tageblatt y por ese tiempo Tucholsky trabajó regularmente para el semanario Die Weltbühne. Para no hacer la revista semanal de la izquierda democrática demasiado personal Tucholsky empleó varios seudónimos que había creado en 1913 y que mantuvo hasta el final de sus trabajos como periodista: Peter Panter, e Ignaz Wrobel, mientras que el seudónimo Theobald Tiger fue principalmente utilizado para Ulk. También en diciembre de 1918 comenzó a escribir poemas bajo un cuarto seudónimo, Kaspar Hauser, el cual apareció por primera vez en el semanario Die Weltbühne. En sus escritos defendió la recién instalada República de Weimar y utilizó su talento para la sátira con el fin de atacar y vituperar a los políticos conservadores de todo tipo, incluyendo militaristas, clérigos, antiguos aristócratas, y empresarios oportunistas, mientras él mantenía simpatías por los socialdemócratas alemanes.
El 30 de agosto de 1919 se formó la Friedensbund der Kriegsteilnehmer, la Alianza de los Participantes en la Guerra para la Paz, que organizó manifestaciones multitudinarias para la paz. Kurt Tucholsky fue uno de los fundadores, junto con Carl von Ossietzky y otros. El 1 de marzo de 1920 Tucholsky se hizo miembro del Partido Socialdemócrata Independiente de Alemania (USPD por sus siglas en alemán).
El 3 de mayo de 1920 se casa con la médica Else Weil. El matrimonio no perdura mucho; el 22 de junio de 1923 los dos se separan y el 14 de febrero de 1924 se divorcian. El 30 de agosto de 1924 Tucholsky se casa con Mary Gerold. Pero este matrimonio tampoco perdura: el 20 de noviembre de 1928 Mary Tucholsky dejó a su marido anunque los dos no se divorciaron hasta el 21 de agosto de 1933.
Desde mayo de 1920 Kurt Tucholsky publicó artículos en dos periódicos del Partido Socialdemócrata Independiente de Alemania (USPD), Freie Welt y Die Freiheit. También trabajó para una revista propagandística llamada Pieron, financiada por el Estado, que abogó por la permanencia de Alta Silesia en el Imperio alemán (nombre oficial de la República de Weimar). Luego los periódicos del USPD dejaron de aceptar artículos suyos por su trabajo para el Pieron e incluso hubo críticos públicos. Debido a esto Kurt Tucholsky dejó de trabajar para el Pieron a finales de 1920. A partir del 17 de junio de 1922 pudo publicar de nuevo en los periódicos del USPD.
El 1 de agosto de 1920 Kurt Tucholsky pronunció un discurso en una manifestación con el lema «nunca más la guerra». En noviembre de 1920 publicó Träumereien an preußischen Kaminen. En 1921 Tucholsky creó los textos de numerosas canciones. El 3 de noviembre de 1921 un proceso contra él por un artículo suyo termina con su absolución. El 26 de abril de 1922 Tucholsky participó en una manifestación de la Deutsche Liga für Menschenrechte, la Liga Alemana para Derechos Humanos.
En esta época escribió muchas letras de corte crítico, político y literario para los espectáculos representados en los famosos cabarets berlineses.
En el peor momento de la hiperinflación alemana, Tucholsky se vio forzado a abandonar su trabajo en la prensa. Aparentemente no fueron sólo razones financieras las que obligaron a Tucholsky a dar este paso; en el otoño de 1922 sufrió una fuerte depresión donde se cuestionó el sentido de ser escritor y se dice que incluso realizó su primer intento de suicidio. Por esto, en marzo de 1923 comenzó a trabajar para el banco de Berlín "Bett, Simon & Co".

## Entre Francia y Alemania
En 1924 se produjeron grandes cambios en la vida de Tucholsky. El 14 de febrero de 1924 se divorció de Else Weil, de la que ya se había separado el 22 de junio de 1923 y con la que se había casado el 3 de mayo de 1920. El 15 de febrero de 1924 firmó un contrato con Siegfried Jacobsohn para trabajar de nuevo en el semanario Die Weltbühne.
El 6 de abril de 1924 Tucholsky se trasladó a París como corresponsal del semanario Die Weltbühne y del Vossische Zeitung. Desde este momento Tucholsky pasaría la mayor parte de su vida fuera de su patria, visitándola solo ocasionalmente. Esta distancia haría más grande su interés por Alemania, por sus problemas, por sus gentes. Utilizó Die Weltbühne como una tribuna para estar inmerso en el debate político de su país de origen, defendiendo la democracia y el republicanismo. Al igual que el poeta Heinrich Heine en el siglo XIX, ya instalado en la capital francesa Tucholsky promovió la reconciliación y mutuo entendimiento entre Francia y Alemania, cuyas relaciones habían quedado muy dañadas como consecuencia de la Primera Guerra Mundial y el Tratado de Versalles, tratando que los franceses y alemanes se entendieran unos a otros.
El 30 de agosto de 1924 se casó con Mary Gerold, con quien había mantenido un intercambio de cartas desde que él se vino de Alt-Autz durante la guerra. El 16 de septiembre de 1924 Tucholsky y Mary Gerold se mudaron a París. En París, sin embargo, la pareja descubriría que no podrían vivir felizmente por mucho tiempo.
En enero de 1926 Tucholsky dio conferencias para la Ligue française pour la défense des droits de l’homme et du citoyen, la Liga Francesa para la Defensa de los Derechos Humanos y del Ciudadano. En diciembre de 1926 falleció Siegfried Jacobsohn, y Tucholsky rápidamente estuvo de acuerdo en tomar su puesto de editor en Die Weltbühne. Tiene el puesto solamente hasta mayo de 1927, ya que el trabajar dirigiendo la edición no encajaba en su persona y como además este cargo le forzaba a regresar de París a Berlín, decidió traspasar esta posición a su amigo y colega Carl von Ossietzky y él actuó como coeditor.
Desde 1926 hasta 1930 Tucholsky fue miembro de la junta directiva de la Liga Alemana para los Derechos Humanos (Deutsche Liga für Menschenrechte).
Durante su estancia en Francia, una vez más Tucholsky fue llevado a los tribunales por sus oponentes políticos, los cuales se sentían insultados o atacados por sus escritos. En 1928 incluso un proceso judicial fue realizado contra él por blasfemia a causa de su poema Gesang der englischen Chorknaben (La canción de los niños de coro ingleses). En 1927 Tucholsky había conocido a Lisa Matthias y en 1929 marchó con ella de vacaciones a Suecia. Este viaje le inspiraría más tarde para escribir en 1931 la novela corta Schloß Gripsholm (El castillo de Gripsholm) la cual tenía la misma frescura y sentimientos de enamoramientos que su anterior obra de 1912 Rheinsberg.
Su trabajo Deutschland, Deutschland über alles, una obra de crítica social producida con el diseñador gráfico John Heartfield en 1929, reflejaba unos fuertes contrastes. En ellos Tucholsky se las ingenió para combinar ataques satíricos a diestra y siniestra de todo lo que le desagradaba en la Alemania de su tiempo, combinando ello con una declaración de amor hacia su país. En el último capítulo, bajo la cabecera Heimat (Patria) escribió:
Hemos escrito "no" en 255 páginas, "no" a la simpatía, "no" al amor, "no" al odio, "no" a la pasión y ahora nos gustaría decir "sí" por una vez, "sí" a Alemania. El país donde nacimos y cuya lengua hablamos.

## Últimos años y exilio

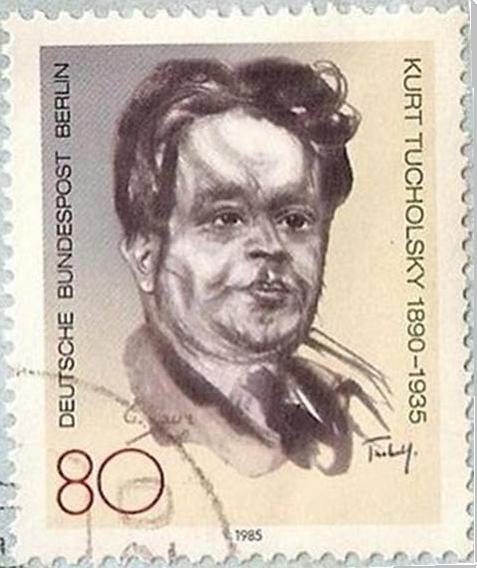
Tucholsky en un sello alemán.

El 22 de enero de 1930 Tucholsky se mudó a Hindås, en Suecia, donde estuvo sus últimos años, visitando Alemania en muy raras ocasiones. Al inicio de los años 30 Tucholsky vio claro que sus advertencias estaban cayendo en saco roto y que sus acciones en favor de la república, de la democracia y los derechos humanos no tenían efecto sobre la política de su patria. "Ellos están preparando el Tercer Reich" escribió años antes del subida al poder de Adolf Hitler en enero de 1933. 
En 1929 se inició una investigación sobre Carl von Ossietzky y el periodista Walter Kreiser por traición y "filtrado de secretos militares" pues el semanario Die Weltbühne había publicado un artículo titulado Asuntos en el cielo de la aviación alemana donde se denunciaba el rearme ilegal del Reichswehr, y así a finales de 1931 Ossietzky fue sentenciado a 18 meses de prisión por espionaje. Ossietzky también fue acusado de ofensas al ejército por una de las citas más conocidas de Tucholsky en el artículo Soldados son asesinos, publicado en 1931 alegando como absurdo que matar a una persona sea considerado "un crimen en tiempos de paz y una obligación durante la guerra". Carl von Ossietzky fue juzgado como redactor responsable, ya que Tucholsky en este momento se encontraba fuera de Alemania, sin embargo en julio de 1932 Ossietzky fue absuelto de la acusación de difamar al Reichswehr. El juicio a Die Weltbühne dejó a Tucholsky bien claro que cualquier publicación crítica se tenía que enfrentar a severas restricciones en Alemania.
Desde 1931 la voz de Tucholsky se escuchó cada vez menos en la prensa alemana. Su actitud resignada había empeorado al finalizar su relación con Lisa Matthias, con la muerte de un amigo cercano y con una enfermedad nasal crónica. Su último trabajo más importante se publicó el 8 de noviembre de 1932 en Die Weltbühne y fueron meramente "rutinas" como él llamó a sus aforismos. El 17 de enero de 1933 Tucholsky apareció de nuevo en Die Weltbühne con una pequeña reseña desde la ciudad suiza de Basilea.
El 10 de mayo de 1933, tres meses después que los nazis subieron al poder, los libros de Tucholsky fueron públicamente quemados en la Plaza de la Ópera de Berlín - junto a centenares de libros de otros autores tachados de judíos, pacifistas, o socialistas - a la par que también perdió su nacionalidad alemana y el semanario Die Weltbühne fue cerrado por el régimen, quedando Tucholsky exiliado definitivamente en Suecia.
Debilitado por una enfermedad crónica, en la tarde del 20 de diciembre de 1935 Tucholsky tomó una sobredosis de pastillas para dormir en su casa de Hindås, provincia de Gotemburgo. En la mañana del día 21 fue encontrado en estado de coma y fue llevado al hospital de Gotemburgo donde murió la tarde del 21 de diciembre. Queda la duda si la sobredosis de pastillas de Tucholsky fue algo accidental o un suicidio según su biógrafo Michael Hepp.
En el verano de 1936 las cenizas de Kurt Tucholsky fueron enterradas bajo un roble cerca del Castillo de Gripsholm (Gripsholms slott) en Mariefred, comuna de Strängnäs, Suecia. Una lápida, con la inscripción "Todo lo que es transitorio es sólo un símbolo" le fue colocada al final de la Segunda Guerra Mundial. Otro escritor, Erich Kästner, mirando hacia atrás en 1946, lo describió a Tucholsky como "el pequeño berlinés gordo" quien quiso "prevenir una catástrofe con su máquina de escribir". (De Erich Kästner, "Kurt Tucholsky, v de Carl. Ossietzky, 'Weltbühne'", en Die Weltbühne, el 4 de junio de 1946, p. 22)

## Legado
Tucholsky fue ya en vida un autor en lengua alemana ampliamente leído, escribiendo críticas de teatro, de literatura en general, o textos de crítica y de opinión política. Sus novelas registraron buenas ventas teniendo en cuenta el momento histórico, por lo cual puede concluirse que Tucholsky fue un escritor con mucho éxito de lectoría. Un éxito que no ha hecho más que acrecentarse desde su muerte y hasta la actualidad, y que se materializa en las nuevas ediciones que han ido apareciendo de sus obras o en la buena aceptación de que ha gozado entre las jóvenes generaciones de lectores. No obstante, él no podía conformarse con este éxito, pues su prioridad era que su obra tuviera "consecuencias". Al final de su vida, Tucholsky se lamentó de que su obra había tenido "éxito sin consecuencias" ("Erfolg ohne Wirkung").

## Obras (incompleto)

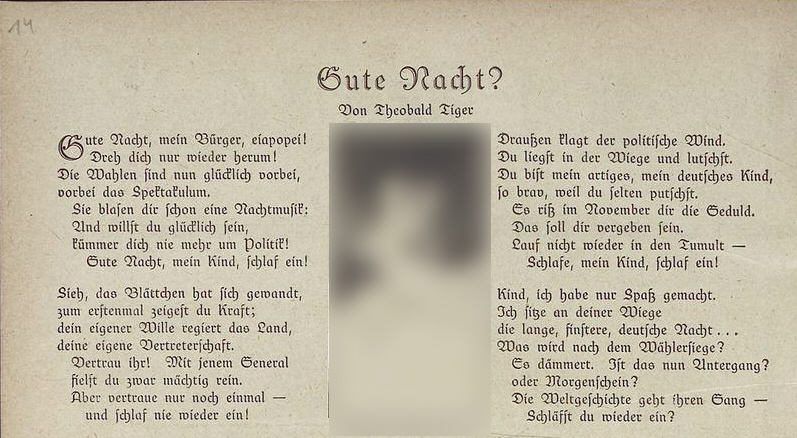

- Rheinsberg. Ein Bilderbuch für Verliebte, 1912.
- Der Zeitsparer. Grotesken, 1914.
- Der Preussenhimmel, El cielo de los prusianos, 1920.
- Presse und Realität, Prensa y realidad, 1921.
- Vor acht Jahren, Hace ocho años, 1922.
- Die Redensart, La frase hecha, 1923.
- Deutschland, Deutschland über alles, 1929.
- Das Lächeln der Mona Lisa, 1929.
- Schloss Gripsholm. Eine Sommergeschichte (El palacio de Gripsholm: Una historia de verano), 1931.
- Ein Pyrenäenbuch, póstuma, 1935.